# ميليتية يابانية
ميليتية يابانية (الاسم العلمي:Millettia japonica) هي نوع من النباتات يتبع جنس الميليتية من الفصيلة البقولية.